# Ескадрені міноносці типу 7
Ескадрені міноносці типу 7 або проєкту 7 (рос. Эскадренные миноносцы проекта 7), також есмінці типу «Гневний» — клас ескадрених міноносців, що випускалися радянськими суднобудівельними компаніями з 1935 по 1942 роки. Ескадрені міноносці цього типу були наймасовішим проєктом надводних кораблів передвоєнного часу, що входили до складу ВМФ СРСР. Есмінці типу 7 активно використовувалися протягом радянсько-фінської та німецько-радянської воєн.
Загалом було закладено 53 кораблі, 28 — увійшли до строю, 1 — затонув після спуску на воду, 18 — добудовані за проєктом 7-У і 6 — розібрані на стадії будівництва.

## Будова корабля

### Дизайн і конструкція
Ескадрені міноносці типу 7 розроблялися з кінця 1933 року на підставі постанови Ради праці та оборони від 11 липня 1933 року колективом Центрального конструкторського бюро спецсуднобудування (ЦКБС-1) під керівництвом Нікітіна В. О. і Трахтенберга П. О. на основі нового проєкту, зразком яких були обрані італійські ескадрені міноносці типу «Маестрале». Безпосередньо для розробки першого радянського зразка були узяти есмінці «Фольгоре» і «Маестрале».
Ще у жовтні 1932 року Реввійськрада затвердила ТТЗ на проєктування ескадреного міноносця стандартним водотоннажністю 1300 тонн, в якому вже були закладені характерні риси майбутніх есмінців проєкту 7: озброєння з чотирьох 130-мм і трьох 76-мм гармат, двох тритрубних 533-мм торпедних апаратів, швидкість ходу 40 — 42 вузли, дальність плавання повним ходом — 360 миль і економічним ходом — 1800 миль. Розташування головної енергетичної установки (ГЕУ) передбачалося лінійним, а силует під впливом італійської школи — однотрубним. Водночас, при меншій, ніж у «Фольгоре» і «Маестрале» водотоннажності, радянський есмінець повинен був перевершувати їх в оснащеності зброєю та швидкості ходу, втім, ці неадекватні, з точки зору спроможностей виробництва того часу, вимоги і стало першопричиною недоліків конструкції майбутніх радянських ескадрених міноносців.
В конструкції есмінців нового типу було впроваджено багато нових, але недостатньо добре протестованих рішень. Почавши будівництво великої серії ескадрених міноносців без тривалих і якісних випробувань дослідного корабля-прототипу, радянські інженери повторили помилку своїх німецьких і японських колег. Однією з головних проблем стало те, що клепаний корпус ескадреного міноносця проєкту 7 виготовлявся з маломарганцовістої сталі марок 20Г і З0Г, яка мала підвищену міцність, але також мала і підвищену крихкість. Маломарганцовіста сталь застосовувалася розробниками для загальної економії ваги, але досить скоро з'ясувалося, що це рішення було хибним. У корпусі есмінців частенько з'являлися тріщини в результаті невдалого швартування (навіть при ударі об дерев'яний брус), а при влученні осколків бомб або снарядів листи обшивки взагалі могли розколотися та вже самі, розлітаючись на осколки, уражали особовий склад, прилади та механізми. Звичайна ж сталь-3, яка використовувалася в конструкції палуб і надбудов, не розтріскувалася і, відповідно, не створювала таку небезпеку для особового складу екіпажу.
Корпус есмінця мав загальну довжину між перпендикулярами — 112,8 м, бімс — 10,2 м, висоту — 4,8 м та осадку до 3,27 м. Загальна маса усіх кораблів цього типу перевищувала розрахункову на 197 тонн. Водотоннажність бойового корабля становила: стандартна — 1657 та повна — 2039 тонн відповідно.
Головна енергетична установка корабля складалась з двох головних турбозубчатих трикорпусних турбін Харківського турбінного заводу моделі ГТЗА-24 змішаної активно-реактивної системи та трьох водотрубних котлів трикутного типу із симетричнім розташуванням паронагрівачів. Розміщення ГЕУ — лінійне, спочатку розміщувалися котельні відділення, за ними турбінні. Котли розміщувалися в ізольованих відсіках, турбіни — у загальному машинному відділенні, за цього редуктори були відокремлені від турбін водонепроникною перегородкою. Загальна потужність 48000 к.с. при 415 об/хв., які обертали два гребні гвинти діаметром 3,18 м та кроком 3,65 м.
Робочий тиск пари — 26,65 кгс/см² (2 599 кПа), температура — 340—360 °С (620 °F).
Проєктна потужність становила 48 000 к. с., що мало забезпечити максимальну швидкість ходу (за повного навантаження) в 37 вузлів (69 км/год). Однак, фактична експлуатаційна швидкість есмінців відрізнялася і від проєктної, і від максимальної зафіксованої на випробуваннях. Запас палива зберігався у паливних танках ємністю 126 тонн мазуту, але фактично на борт завантажувалося набагато більше палива, що забезпечувало дальність ходу 1750 миль економічним ходом або 740 миль на максимальній швидкості.
Екіпаж есмінця складався зі 197 офіцерів та матросів у мирний час та 236 — у воєнний.

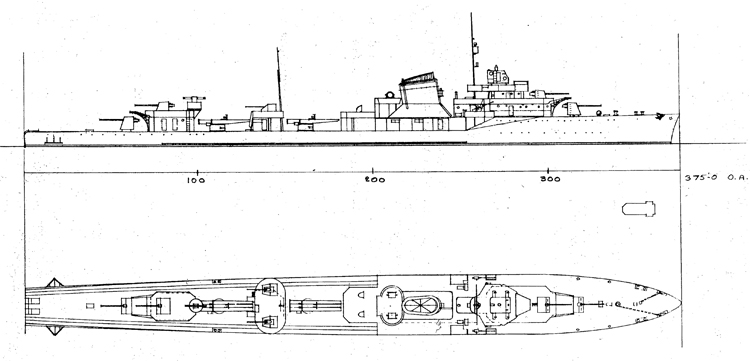
Схематичне зображення есмінців типу 7

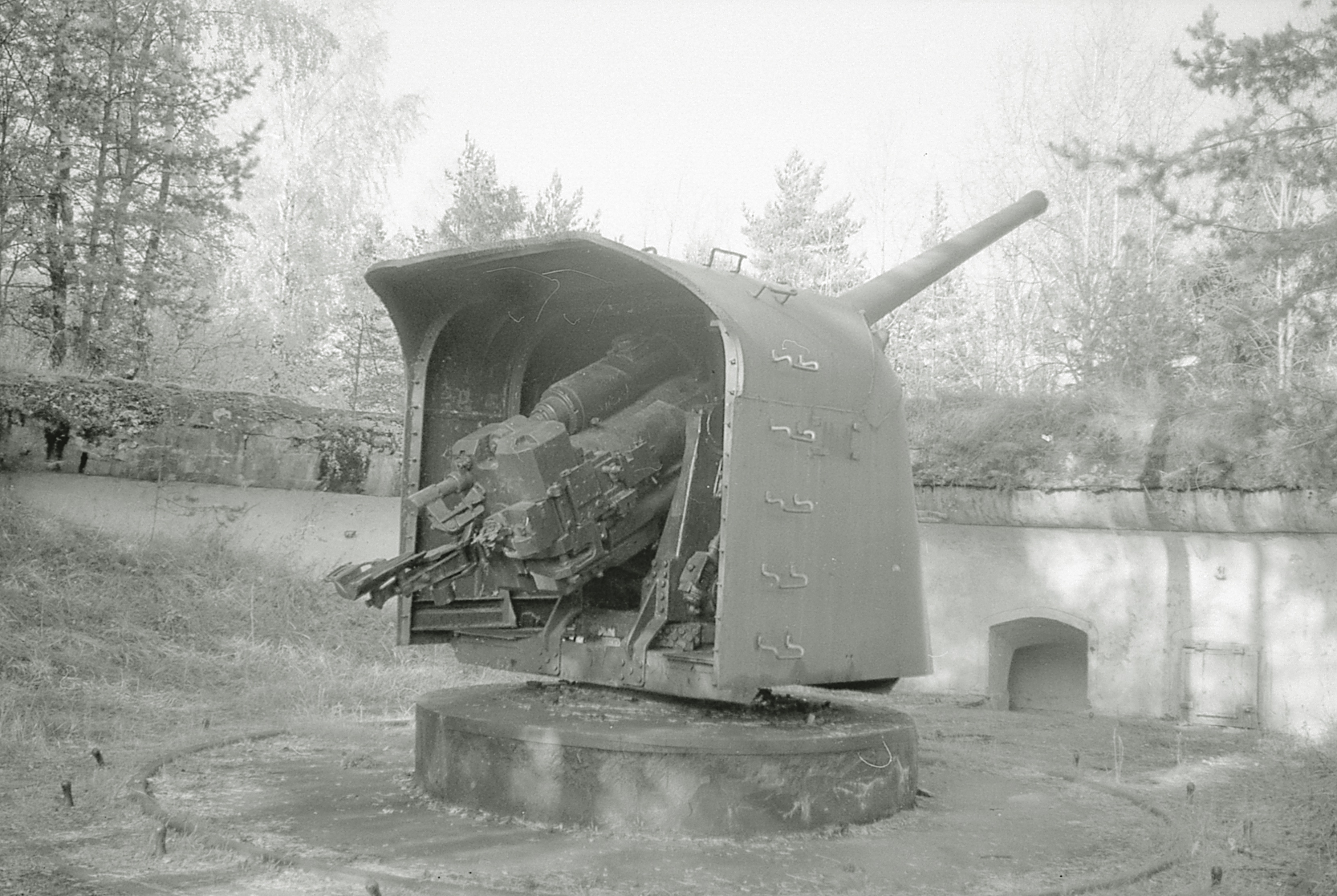
130-мм корабельна гармата Б-13, основна корабельна зброя есмінців типу 7

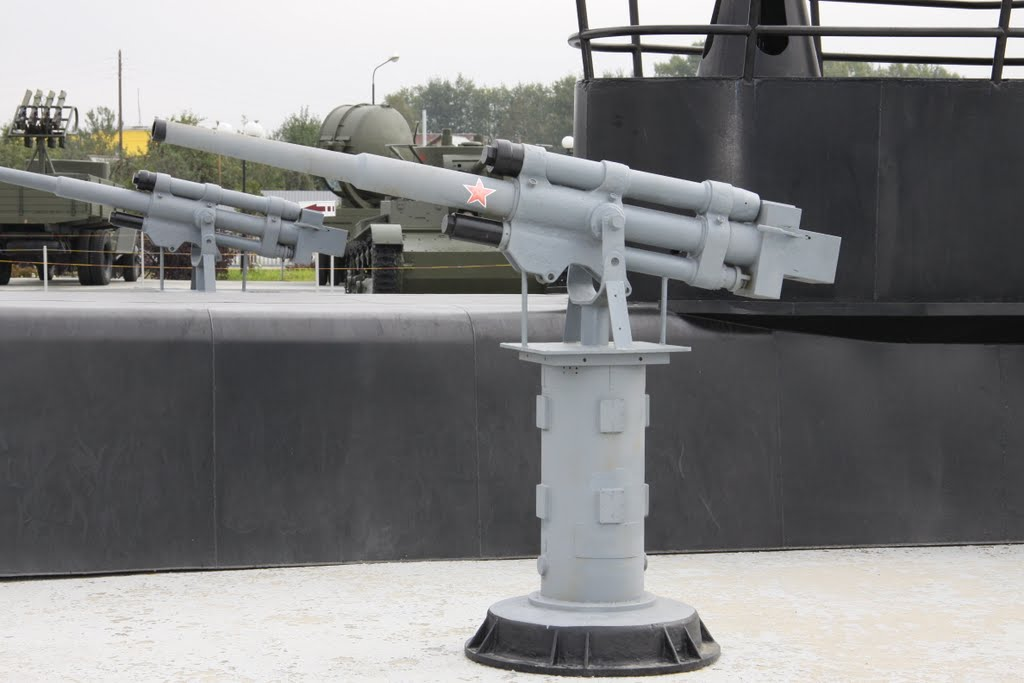
45-мм напівавтоматична універсальна гармата 21-К

### Озброєння
Корабельна артилерія головного калібру (ГК) есмінця типу 7 за проєктом: чотири 130-мм універсальних гармати Б-13-I з довжиною ствола 50 калібрів виробництва заводу «Більшовик». Гармати розміщувалися в поодиноких баштах. Максимальний кут піднесення +45°, зниження на −5°. Носові гармати вели вогонь під кутом від 0° до 140°, кормові — від 40° до 180°. Маса снаряда — 33,5 кг, початкова швидкість — 870 м/с. Гармати мали швидкострільність 6-10 пострілів на хвилину на дальність — 25 700 м. Боєзапас складався зі 150 пострілів на ствол (осколково-фугасні, напівбронебійні та гранати дистанційної дії).
За своїми балістичним характеристикам гармати Б-13-I серйозно випереджали артилерію закордонних ескадрених міноносців того часу. Наприклад, снаряд 127-мм японської корабельної гармати мав вагу 23,1 кг, 127-мм американської — 24,4 кг, 128-мм німецької — 28 кг, 120-мм італійської — 22,1 кг, а 120-мм британської гармати важив 22,7 кг, і тільки у французьких 130-мм гармат снаряди важили майже стільки ж, скільки радянські — 34,8 кг. Але довжина ствола «французів» була всього 40 калібрів, а максимальна дальність стрільби була не більше 17 км. Єдиними закордонними гарматами, які перевершували радянські, були 138-мм гармати французьких лідерів і 140-мм гармати югославського лідера «Дубровнік». Але ці кораблі, були скоріше легкими крейсерами, тому були значно більшими за радянські есмінці типу 7.
Зенітне озброєння корабля включало пару 76-мм універсальних зенітних гармат 34-К, два 45-мм напівавтомати 21-К та два 12,7-мм зенітні кулемети ДШК. 34-К вели вогонь 11,9 кг зенітними снарядами у вертикальній площині від −5° до +85° з швидкістю 801 м/с та швидкострільністю — 15-20 постр/хв. Дальність вогню сягала 14640 м на висоту до 6500 м. Боєзапас для 76-мм гармат становив 300 снарядів на ствол. 21-К вели вогонь зі швидкострільністю 25-30 постр/хв. у вертикальній площині від −10° до +85°. Дальність зенітного вогню сягала 9200 м з дуловою швидкістю 230 м/с. На есмінці мався запас снарядів на 45-мм гармати — 500 пострілів на ствол. На кулемети ДШК боєкомплект становив 8000 набоїв.
Вже під час війни зенітне озброєння посилювалося за рахунок заміни напівавтоматів 21-К на автоматичні гармати 70-К і установки додаткових одного-трьох (у залежності від наявності гармат) автоматів 70-К, кулеметів ДШК або отриманих за ленд-лізом зенітних кулеметів «Віккерса» або «Кольт-Браунінг». А есмінець «Грозящий» отримав також додаткову 76-мм гармату 34-К.
Однак зенітне озброєння радянських есмінців у порівнянні з есмінцями інших країн до кінця війни залишалося відносно дуже слабким. Для порівняння: американські есмінці типу «Аллен М.Самнер» і типу «Гірінг» у 1945 році могли мати до 16 стволів 40-мм автоматичних гармат «Бофорс», не рахуючи 20-мм автомати «Ерлікон». І це на додаток до 6 універсальних 127-мм гармат 5"/38.
Торпедне озброєння есмінців складалося з двох трьохтрубних 533-мм торпедних апаратів 39-Ю. Торпеди 53-38 (53-38У) мали дальність дії 4,0 км зі швидкістю 44,5 вузли, 8,0 — 34,5, 10,0 — 30,5. Бойова головка мала 300 (400) кг тринітротолуолу.
Протичовнове озброєння складалося з важільних бомбоскидачів, 35 глибинних бомб 10 великих Б-1 і 15 маленьких М-1; за часів війни кількість глибинних бомб збільшили до 40 Б-1 і 27 М-1 та встановили по два бомбомети БМБ-1.
В ході війни на есмінці типу 7 встановлювалися: британські РЛС типу 286M, 291, американські SF-1, SL і радянські «Гюйс-1». На частині кораблів встановлювалися РЛС управління вогнем типу 284.
Гідроакустичне обладнання складалося з шумопеленгаторів «Марс» і гідрофонів підводного зв'язку «Арктур». У розпач воєнних дій на кораблі почали встановлювати британські сонари «Дракон-128с» («Асдік»).
Есмінці оснащувалися двома оптичними далекомірами ДМ-4, одним ДМ-3, зенітним ЗД-1 і двома стереотрубами БСТ.
Штурманське обладнання: гірокомпас «Курс-1», чотири 127-мм магнітних компаси ЗМИ, лаг типу ГО, ехолот, механічний лот ЗМИ. Радіоустаткування: передавач «Шквал-М», «Бухта», «Бриз», приймач «Рейд», по два приймачі «Метель» і «Дозор», один приймач 45-ПК-1. Був радіопеленгатор «Градус-К».

## Список ескадрених міноносців типу 7
| N з/п               | Назва корабля    | No.     | Верф                                                 | Закладений                       | Спущений на воду | Введений до строю | Виведений зі складу ВМС | Статус |
| ------------------- | ---------------- | ------- | ---------------------------------------------------- | -------------------------------- | ---------------- | ----------------- | ----------------------- | --- |
| Балтійський флот    |                  |         |                                                      |                                  |                  |                   |                         | |
| 1                   | «Гневний»        | 501     | ССЗ № 190, Ленінград                                 | 8 грудня 1935                    | 13 липня 1936    | 23 грудня 1938    | 27 липня 1941           | 23 червня 1941 року підірвався на німецькій морській міні північно-західніше острову Гіюмаа; через два дні затоплений трьома бомбардувальниками Ju 88                                   |
| 2                   | «Гордий»         | 514     | ССЗ № 190, Ленінград                                 | 25 червня 1936                   | 10 червня 1937   | 23 грудня 1938    | 19 листопада 1941       | 14 листопада 1941 року підірвався на німецькій морській міні під час евакуації з ВМБ Ганко                                                                                              |
| 3                   | «Громкий»        | 503     | ССЗ № 190, Ленінград                                 | 29 квітня 1936                   | 6 грудня 1937    | 23 грудня 1938    | 17 лютого 1956          | 10 жовтня 1957 року затонув як корабель-мішень під час випробувань ядерної зброї в Чорній губі на Новій Землі                                                                           |
| 4                   | «Грозний»        | 502     | ССЗ № 190, Ленінград                                 | 21 грудня 1935                   | 31 липня 1936    | 9 грудня 1938     | 17 лютого 1956          | 10 жовтня 1957 року затонув як корабель-мішень під час випробувань ядерної зброї в Чорній губі на Новій Землі                                                                           |
| 5                   | «Гремящий»       | 515     | ССЗ № 190, Ленінград                                 | 23 липня 1936                    | 12 серпня 1937   | 28 серпня 1939    |                         | 1 березня 1958 року зданий на брухт |
| 6                   | «Грозящий»       | 513 301 | ССЗ № 190, Ленінград/ ССЗ № 189, Ленінград           | 18 червня 1936                   | 5 січня 1937     | 17 вересня 1939   | 24 серпня 1953          | 1953 році зданий на брухт |
| 7                   | «Сокрушительний» | 292     | ССЗ № 189, Ленінград                                 | 26 жовтня 1936                   | 23 серпня 1937   | 13 жовтня 1939    |                         | 20 листопада 1942 року затонув у наслідок 11-бального шторму |
| 8                   | «Смєтливий»      | 294     | ССЗ № 189, Ленінград                                 | 17 вересня 1936                  | 16 липня 1937    | 6 листопада 1938  | 19 листопада 1941       | 4 листопада 1941 року затонув біля острову Наїссаар унаслідок підриву на міні під час евакуації з ВМБ Ханко                                                                             |
| 9                   | «Стерегущий»     | 516     | ССЗ № 189, Ленінград                                 | 12 серпня 1936                   | 18 січня 1938    | 30 жовтня 1939    | 28 січня 1958           | 21 вересня 1941 року затоплений біля Кронштадту пікіруючими бомбардувальниками Ju 87 «Штука» StG 2; 1944 році піднятий та 1948 році повернутий на службу; списаний у 1959 році на брухт |
| 10                  | «Стремітельний»  | 291     | ССЗ № 189, Ленінград                                 | 22 серпня 1936                   | 4 лютого 1937    | 18 листопада 1938 |                         | 20 липня 1941 року затоплений у Полярному пікіруючими бомбардувальниками Ju 87 «Штука»                                                                                                  |
| Тихоокеанський флот |                  |         |                                                      |                                  |                  |                   |                         | |
| 11                  | «Решительний»    | 229     | ССЗ № 198, Миколаїв/ССЗ № 199, Комсомольськ-на-Амурі | 5 листопада 193523 вересня 1936  | 10 жовтня 1937   | —                 | —                       | 8 листопада 1938 року потрапив у сильний шторм, був викинутий на каміння у 90 милях від Совєтської Гавані, де розломився на три частини і затонув                                       |
| 12                  | «Резвий»         | 228     | ССЗ № 198, Миколаїв/ССЗ № 202, Владивосток           | 5 листопада 193523 серпня 1936   | 24 вересня 1937  | 24 січня 1940     |                         | 3 квітня 1958 року списаний на брухт |
| 13                  | «Р'яний»         | 319     | ССЗ № 198, Миколаїв/ССЗ № 202, Владивосток           | 31 грудня 193518 вересня 1936    | 31 травня 1937   | 11 серпня 1939    |                         | 8 січня 1961 року затоплений як корабель-мішень |
| 14                  | «Расторопний»    | 312     | ССЗ № 198, Миколаїв/ССЗ № 199, Комсомольськ-на-Амурі | 27 лютого 19365 листопада 1936   | 25 червня 1938   | 5 січня 1940      | 17 лютого 1956          | 27 квітня 1965 року списаний на брухт |
| 15                  | «Редкий»         | 328     | ССЗ № 198, Миколаїв/ССЗ № 199, Комсомольськ-на-Амурі | 28 вересня 193617 листопада 1938 | 28 вересня 1941  | 28 листопада 1942 | 17 лютого 1956          | 26 лютого 1962 року списаний на брухт |
| 16                  | «Разящий»        | 313     | ССЗ № 198, Миколаїв/ССЗ № 202, Владивосток           | 27 лютого 193615 листопада 1936  | 24 березня 1938  | 20 грудня 1940    |                         | 9 липня 1961 року затоплений як корабель-мішень |
| 17                  | «Решительний»    | 324     | ССЗ № 198, Миколаїв/ССЗ № 199, Комсомольськ-на-Амурі | 23 серпня 193623 серпня 1937     | 30 квітня 1940   | 5 вересня 1941    | 17 лютого 1956          | 14 січня 1955 року переданий до складу ВМС Китайської Народної Республіки, перейменований на ChangChun; з 1990 року — корабель-музей Жушань у Циндао                                    |
| 18                  | «Ревносний»      | 325     | ССЗ № 198, Миколаїв/ССЗ № 199, Комсомольськ-на-Амурі | 23 серпня 193617 вересня 1937    | 22 травня 1941   | 14 грудня 1941    | 15 квітня 1958          | 28 грудня 1962 року розібраний на брухт |
| 19                  | «Роз'ярений»     | 326     | ССЗ № 198, Миколаїв/ССЗ № 199, Комсомольськ-на-Амурі | 15 вересня 193617 вересня 1937   | 22 травня 1941   | 27 листопада 1941 | 1 березня 1958          | 10 жовтня 1957 року затонув під час ядерних випробувань на Новій Землі |
| 20                  | «Розумний»       | 1075    | ССЗ № 202, Владивосток                               | 15 серпня 1937                   | 30 червня 1939   | 7 листопада 1941  | 6 лютого 1960           | 4 травня 1963 року розібраний на брухт |
| 21                  | «Ретивий»        | 323     | ССЗ № 198, Миколаїв/ССЗ № 199, Комсомольськ-на-Амурі | 23 серпня 193629 липня 1937      | 27 вересня 1939  | 10 жовтня 1941    |                         | 14 січня 1955 року переданий до складу ВМС Китайської Народної Республіки, перейменований на Jilin; з 1991 року — навчальний корабель Taiyuan                                           |
| 22                  | «Рекордний»      | 327     | ССЗ № 198, Миколаїв/ССЗ № 202, Владивосток           | 25 вересня 1936липень 1937       | 6 квітня 1939    | 9 січня 1941      |                         | 6 липня 1955 року переданий до складу ВМС Китайської Народної Республіки, перейменований на «Аньшань»; з 24 квітня 1992 року — корабель-музей у Циндао                                  |
| 23                  | «Резкий»         | 319     | ССЗ № 198, Миколаїв/ССЗ № 202, Владивосток           | 5 травня 193620 серпня 1938      | 29 квітня 1940   | 16 серпня 1942    |                         | 6 липня 1955 року переданий до складу ВМС Китайської Народної Республіки, перейменований на «Фушунь»; 1989 році розібраний на брухт                                                     |
| Чорноморський флот  |                  |         |                                                      |                                  |                  |                   |                         | |
| 24                  | «Бодрий»         | 314     | ССЗ № 198, Миколаїв                                  | 31 грудня 1935                   | 1 серпня 1936    | 1 березня 1939    |                         | 9 вересня 1962 року перетворений на плавучу мішень, посаджений на мілину біля Тендрівської коси                                                                                         |
| 25                  | «Бистрий»        | 320     | ССЗ № 198, Миколаїв                                  | 17 квітня 1936                   | 5 листопада 1936 | 7 березня 1939    | 30 серпня 1941          | 1 липня 1941 року підірвався на донній міні, встановленій німецьким літаком у Південній бухті Севастополя та затонув; піднятий, під час ремонту вдруге затоплений унаслідок авіанальоту |
| 26                  | «Безупречний»    | 1069    | ССЗ № 200, Миколаїв                                  | 23 серпня 1936                   | 25 червня 1937   | 2 жовтня 1939     |                         | 26 червня 1942 року потоплений німецькими пікіруючими бомбардувальниками II./StG 77 біля Севастополя                                                                                    |
| 27                  | «Бдительний»     | 1069    | ССЗ № 200, Миколаїв                                  | 23 серпня 1936                   | 25 червня 1937   | 22 жовтня 1939    |                         | 2 липня 1942 року потоплений німецькими бомбардувальниками Ju 88A I./KG76 та I./KG 100 при нальоті на Новоросійськ                                                                      |
| 28                  | «Бойкий»         | 321     | ССЗ № 198, Миколаїв                                  | 17 квітня 1936                   | 29 жовтня 1936   | 17 травня 1939    | 17 лютого 1956          | 9 лютого 1962 року потоплений як корабель-мішень |
| 29                  | «Беспощадний»    | 321     | ССЗ № 198, Миколаїв                                  | 15 травня 1936                   | 5 грудня 1936    | 2 жовтня 1939     |                         | 6 жовтня 1943 року потоплений німецьким літаком |